# 史達林·馬提
史達林·哈維爾·馬提（英語：Starling Javier Marte，1988年10月9日—），為美國職棒大聯盟的外野手，目前效力於紐約大都會。他於2012年在海盜隊登上大聯盟，生涯入選過2次明星賽及拿下2次金手套獎。2020年被交易至響尾蛇，季中再被交易到馬林魚。

## 早年
馬提在聖多明哥長大，他在9歲時母親去世，並由奶奶一手帶大。

## 職業生涯

### 匹茲堡海盜
2012年7月12日，馬提登上大聯盟。他成為隊史第一位登上大聯盟的拉丁裔多明尼加籍球員。他在生涯首打席面對太空人投手達拉斯·凱戈，第一球就擊出全壘打。而他也因此成為隊史繼1922年後來第一位在生涯首球首打席就擊出全壘打的球員。
2014年3月28日，他與海盜隊簽下6年310萬美元的合約。2015年，他拿下個人生涯首座金手套獎。
2017年4月18日，馬提因為藥檢被檢測出體內含有19-去甲睾酮(俗稱諾龍)的興奮劑，因此遭到聯盟懲處80場禁賽。他在7月18日回歸球場。該年他打擊率為2成75，另有21次盜壘成功。2018年球季，他的打擊率為2成77，另有33次盜壘成功。他和Jean Segura也成為大聯盟繼2013年來唯二每年達成至少單季20盜的球員。2019年球季，他的打擊率為2成95，23轟82分打點。防守方面，他的DRS為-11，是大聯盟中外野手最低的數據記錄。

### 亞利桑那響尾蛇
2020年1月27日，海盜隊用馬提向響尾蛇交易Liover Peguero、Brennan Malone兩名小聯盟球員，以及一份國際額外簽約金。

### 邁阿密馬林魚
2020年8月31日，馬林魚用Caleb Smith、Humberto Mejía和一名日後指定球員向響尾蛇交易馬提。該年他的打擊率為2成81，並敲出6轟與27分打點。
2021年4月，馬提因為受傷而在3A進行復健賽。他在6月中成為馬林魚隊史自2017年後首位拿下單週最佳球員的選手。7月18日，他拒絕了馬林魚開出3,000萬美元的延長合約報價。

### 奧克蘭運動家
2021年7月28日，馬林魚將馬提交易到運動家，換來Jesús Luzardo。

### 紐約大都會
2021年11月26日，馬提和大都會簽下4年7,800萬美元的合約。

## 個人生活
馬提目前育有2子1女，而他的妻子Noelia在2020年5月因為心臟病不幸去世。

## 外部連結
- 球員資訊和成績在MLB ，ESPN ，Retrosheet ，Baseball Reference ，Baseball Reference (Minors) ，Fangraphs ，The Baseball Cube （英文）
- 史達林·馬提的X（前Twitter）
- 史達林·馬提的Instagram帳戶
- 史達林·馬提在台灣棒球維基館上的頁面（繁體中文）